# 苏联骑兵
苏联骑兵是苏联工农红军的一支主战突击兵种。曾涌现出大量的军事家。1955年后全部改编为摩托化步兵。

## 历史

### 俄罗斯内战
1918年7月组建的社会主义第1骑兵团，标志着红军第一支正规骑兵部队的诞生。当年9月，该部扩建为顿河苏维埃第1骑兵旅。1919年3月，该旅改编为骑兵第4师。1941.3.19改为摩托化210师。

俄罗斯内战期间， 红军一共组建了35个骑兵师，7个骑兵军和2个骑兵集团军。

### 大战间期
从俄罗斯内战结束到1940年，苏联工农红军一共编过7个骑兵军和24个骑兵师。
1926年秋，骑兵军由2-3个骑兵师、1个炮兵营、1个通信连组成。骑兵师则由2个旅（每旅2个团）、1个骑兵炮兵营、1个骑兵机枪连和其他分队组成。每个骑兵团除了4个马刀连外还有1个16挺重机枪的牵引机枪连。
1928年底，编有骑兵第1、2、3军，骑兵第1、2、3、4、5、6、7、9、11、14师，7个独立骑兵旅。
1936年底有32个骑兵师。1936年4月骑兵师编制为4个骑兵团、1个机械化团（后改为坦克团）、1个炮兵团以及其他分队。
1938年，有骑兵32个师和2个旅。
1939年初，有5个骑兵军26个骑兵师。

### 第二次世界大战
1941年6月苏德战争爆发时，苏联工农红军共有4个骑兵军，13个骑兵师（其中4个山地骑兵师），3个独立骑兵团，4个预备骑兵团。 
- 北方面军：无
- 西北方面军：无
- 西方面军：第10集团军所属骑兵第6军（辖骑兵第6、36师）
- 西南方面军：6集团军所属骑兵第5军（辖骑兵第3、14师）
- 独立第9集团军：步兵第9军所属骑兵第32师，骑兵第2军（辖骑兵第5、9师）
- 外高加索军区：军区直属山地骑兵第17师、骑兵第24师
- 中亚军区：骑兵第4军（辖山地骑兵第18、20、21师）
- 远东方面军：红旗第1集团军直属骑兵第8师 。

整个1941年，红军的骑兵部队新增了8个骑兵军与88个骑兵师，具体是：近卫骑兵第1、3军和骑兵第1－4、6、7军；近卫骑兵第1－6师与骑兵第1师（原9集团军一部，7.31组建，9.28撤销）、骑兵第1师（隶属北高加索军区）、骑兵第1师（北高加索方面军，列宁纳卡）、骑兵第1师（北高加索军区罗斯托夫，10.9组建，12.9撤销）、骑兵第1师（北高加索军区克拉斯诺达），骑兵第2师（北高加索军区），骑兵第2师（原为第2次组建的骑兵第1师，9.28组建，11.23撤销），骑兵第3师（北高加索军区）、骑兵第4、11、19、22、23、25－31、33－35、37－57、60－64、66、68、70、72－83、87、89、91、94、97－109、113师。同时红军撤编了2个骑兵军与19个骑兵师，分别是骑兵第2、5、6军；骑兵第1师（原9集团军一部组建而成的）、骑兵第2师（原第二次组建的骑兵第1师）、骑兵第3、5、6、9、14、19、22、33、36、42、43、45、47、48、50、53、89师。这样到了1941年底，红军实际有17个骑兵军和82个骑兵师。
苏军1941年骑兵团编制：
- 4个骑兵连
- 1个机炮连（16挺重机枪，4门82迫击炮）
- 1个炮兵连（4门76野炮，4门45毫米反坦克炮）
- 1个防空连（3门37高炮，3挺4管高射机枪）

共计1,428人，1,506匹马。
苏军1941年骑兵师编制为
- 4个骑兵团
- 1个挽马炮兵营（2个连共计8门76毫米野炮，2个连共计8门122榴弹炮）
- 1个坦克团（60辆BT坦克）
- 1个防空营（2个连共计8门高炮，2个高射机枪连）
- 1个通信连
- 1个工兵连

共计9240人，装备7625匹马，БТ坦克64辆、БА-10与БА-20装甲车18辆、各种火炮84门（包括：122毫米榴弹炮8门、76毫米加农炮24门、45毫米反坦克炮16门、76毫米高炮8门、37毫米高炮12门、82毫米迫击炮16门）、重机枪64挺、四管高射机枪18挺。这样的骑兵师的实力相当于乘卡车机动的摩步旅，骑兵团对应乘卡车机动的摩步营。
1941年苏军简编的骑兵师辖3个骑兵团、1个炮兵营、1个迫击炮营、1个装甲连等，装备БТ坦克11辆、装甲车17辆、各种火炮54门（107毫米加农炮6门、76毫米加农炮14门、82毫米迫击炮16门、45毫米反坦克炮6门、37毫米高炮12门）、重机枪64挺、高射机枪12挺。
1941年夏实施了新编制的轻骑兵师，下辖4个骑兵团，1个炮兵营、1个装甲车连等，2939人，装备马匹3147匹、重机枪36挺、各种火炮34门（24门76毫米加农炮、4门82毫米迫击炮、6门45毫米反坦克炮）、装甲车10辆。
1942年4月，苏军作战部队有293个步兵师和34个骑兵师。1942年苏军组建了15个骑兵军17个骑兵师，分别为近卫骑兵第2、4、5军，骑兵第8－19军；近卫骑兵第7、9－12师和骑兵第7、10、12－13、15、96、110－112、114－116师撤消了12个骑兵军和68个骑兵师，分别为骑兵第1、2、5、6、9－14、16、17军；骑兵第1（有3个）、2－4、10、12、13、15、17、18、25－29、31、34－35、38、40、41、44、46、49、52、54、56、57、60、61、62、64、66、68、70、72－80、82、87、91、94、96、98－109、111、113－116师。1942年底，苏军还保有12个骑兵军和31个骑兵师。 
1943年苏军新编了2个骑兵军与10个骑兵师，分别是近卫骑兵第6、7军；近卫骑兵第8、13－17师与骑兵第58、59、67、84师，撤消了5个骑兵军和14个骑兵师的番号，分别是骑兵第4、7、8、18、19军和骑兵第7、11、20、21、24、51、55、58、67、81、83、97、110、112师，尚有8个骑兵军和26个骑兵师，一直保持到了战争结束。
1943年9月，苏军的骑兵军编制为：3个骑兵师、1个自行火炮团、1个反坦克歼击炮兵团、1个高射炮兵团、1个近卫迫击炮兵团（即火箭炮）、1个重迫击炮营、1个独立反坦克歼击炮兵营，以及警侦通工化修理汽运等专业分队。
骑兵师通常与坦克或者机械化兵团协同作战，在骑兵机械化集群编成内行动。实际上二战苏军的骑兵部队相当于乘马机动而非乘卡车机动的摩托化步兵，编成内辖坦克装甲分队与炮兵分队。此后一直到1945年战争结束，骑兵军一般与机械化军合编为骑兵机械化集群，担负大纵深进攻战役的辅助突击力量，参加了白俄罗斯进攻战役、利沃夫-桑多梅日进攻战役、维斯瓦河-奥德河进攻战役、满洲进攻战役等。
1945年1月1日苏军战斗序列中有下述骑兵部队
- 白俄罗斯第2方面军：直属近卫骑兵第3军（近卫骑兵第5、6师和骑兵第32师等）
- 白俄罗斯第1方面军：直属近卫骑兵第2军（近卫骑兵第3、4、17师等），近卫骑兵第7军（近卫骑兵第14-16师等）
- 乌克兰第1方面军：直属近卫骑兵第1军（近卫骑兵第1、2、7师等）
- 乌克兰第2方面军的骑兵机械化集群有近卫骑兵第4军（近卫骑兵第9、10师和骑兵30师等）
- 乌克兰第3方面军直属近卫骑兵第5军（近卫骑兵第11、12师和骑兵63师等)
- 外高加索方面军4集团军所属骑兵第15骑兵军（骑兵第1、23、39骑兵师等）
- 远东方面军1集团军所属骑兵84师。

在战争结束的时候，苏军的骑兵部队有8个骑兵军26个骑兵师:
- 近卫骑兵第1军：下辖近卫骑兵第1、2、7师
- 近卫骑兵第2军：下辖近卫骑兵第3、4、17师
- 近卫骑兵第3军：下辖近卫骑兵第5、6师和骑兵第32师
- 近卫骑兵第4军：下辖近卫骑兵第9、10师和骑兵第30师
- 近卫骑兵第5军：下辖近卫骑兵第11、12师和骑兵第63师
- 近卫骑兵第6军：下辖近卫骑兵第8、13师和骑兵第8师
- 近卫骑兵第7军：下辖近卫骑兵第14－16师
- 骑兵第15军：下辖骑兵第1、23、39师
- 以及骑兵第59、84师。

### 战后
骑兵部队在1946-1947年度开始改编为机械化部队。
1946年夏天，骑兵师采用了新的编制，每个骑兵师下辖3个骑兵团，还有坦克团、炮兵团、迫炮营、高炮营、坦克营、骑兵侦察连、通信连、防化学连各1个等。
1955年9月近卫骑兵第4师撤消。从此以后，苏军骑兵部队不复存在。

## 骑兵军
| 简称                   | 番号                                                                | 成立                               | 结局 | 所辖                                     |
| ---------------------- | ------------------------------------------------------------------- | ---------------------------------- | --- | ---------------------------------------- |
| 近卫骑兵第1军          | 荣获红旗勋章的日托米尔－乌克兰苏维埃共和国近卫骑兵第1军             | 骑2军1941.11.26改编                | 1946年夏撤销 | 近卫骑兵第1、2、7师。                    |
| 近卫骑兵第2军          | 波美拉尼亚近卫骑兵第2军                                             | 骑3军1942.11.27改编                | 1945.10.13改编为近机28师。1957年改编为近卫坦克第40师                                                                      | 近卫骑兵第3、4师和骑兵第20师             |
| 近卫骑兵第3军          | 荣获列宁勋章的近卫骑兵第3军                                         | 骑5军1941.12.25改编                | 1946年整编为近卫骑兵第3师，1953年撤销                                                                                     | 近卫骑兵第5、6师和骑兵第32师             |
| 近卫骑兵第4军          | 荣获列宁勋章、苏沃洛夫和库图佐夫勋章的近卫红旗库班河哥萨克骑兵第4军 | 1942.8.27骑17军改编                | 1946年整编为近骑兵4师，1955年9月撤销                                                                                      | 近卫骑兵第9、10师和骑兵第30师            |
| 近卫骑兵第5军          | 近卫红旗顿河哥萨克布达佩斯骑兵军                                    | 1942年11月20日                     | 1946.5.6整编为近骑5师，1954年10月改建为近卫重型坦克第18师，1965年1月11日改番号为近卫坦克第5师。现为俄军近卫独立摩步第37旅 | 近卫顿河哥萨克骑兵第11、12师、骑兵第63师 |
| 近卫骑兵第6军          | 荣获苏沃洛夫和库图佐夫勋章的近卫骑兵第6军                           | 1943.1.19骑7军改编                 | 1946年改建为近卫机械化第10军                                                                                              | 近卫骑兵第8、13师和骑兵第8师             |
| 近卫骑兵第7军          | 荣获列宁勋章和苏沃洛夫勋章的近卫红旗勃兰登堡骑兵第7军               | 1943年2月14日骑8军改编             | 1945年改编为近卫机械化第31师，1957年番号改为近卫机械化第25师，1964年番号变更为近卫机械化第23师。苏联解体后归属阿塞拜疆    | 近卫骑兵第14、15、16师                   |
| 骑兵第1军              |                                                                     | 1941年                             | 1942年 | 骑兵35、36、68师和坦克15旅               |
| 骑兵第2军(1)           |                                                                     | 1922.6.12成立                      | 1941.11.26改编为近骑1军                                                                                                   | 骑兵第3、5、14师                         |
| 骑兵第2军(2)           |                                                                     | 1941年                             | 1942年 | 骑兵第38、62、70师                       |
| 骑兵第3军(1)           |                                                                     | 1926.4.18                          | 1940.7.15改建为机械化第6军                                                                                                | 骑兵第7、11师                            |
| 骑兵第3军(2)           |                                                                     | 1941.11.20                         | 1942.11.27改编近骑2军 |                                          |
| 骑兵第4军(1)           |                                                                     | 1938.1.8                           | 1940.7.7改建为机械化第8军                                                                                                 | 骑兵第32、34师                           |
| 骑兵第4军(2)           |                                                                     | 1940.1                             | 1943.5.4撤销 | 中亚军区;山地骑兵第18、20、21师          |
| 骑兵第5军(1)           |                                                                     | 1934.4.24                          | 1941.12.25改编为近骑3军                                                                                                   | 骑兵第9、16师                            |
| 骑兵第5军(2)           |                                                                     | 1941年                             | 1942年 | 骑兵34、60、79师和坦克132旅              |
| 骑兵第6军(1)           |                                                                     | 1935.5.14                          | 1941.6在边境交战中全军覆没                                                                                                | 骑兵第6、36师                            |
| 骑兵第6军(2)           |                                                                     | 1941.11.30布西科夫斯基骑兵集群改编 | 1942年 | 骑兵第26、28、49师和近卫坦克第5旅        |
| 骑兵第7军(1)           |                                                                     | 1935.5.14                          | 1938.1.8撤消 |                                          |
| 骑兵第7军(2)           |                                                                     | 1941.12.26                         | 1943.1.19改编为近骑6军 |                                          |
| 骑兵第8军              |                                                                     | 1942年6月                          | 1943年2月14日改称近骑7军                                                                                                  | 山地骑兵第21师、骑兵第55、112师          |
| 骑兵第9军              |                                                                     | 1942年                             | 1942年 |                                          |
| 骑兵第10军             |                                                                     | 1942年                             | 1942年 |                                          |
| 骑兵第11军             |                                                                     | 1942年                             | 1942年 |                                          |
| 骑兵第12军             |                                                                     | 1942年                             | 1942年 |                                          |
| 骑兵第13军             |                                                                     | 1942年                             | 1942年 |                                          |
| 骑兵第14军             |                                                                     | 1942年                             | 1942年 |                                          |
| 骑兵第15军             |                                                                     | 1942年                             | 1946年夏 | 外高加索方面军 骑兵第1、23、39师         |
| 骑兵第16军             |                                                                     | 1942年                             | 1942年 |                                          |
| 库班河哥萨克骑兵第17军 | 1942年1月                                                           | 1942.8.27改编近骑4军               | | 库班河哥萨克骑兵第10、12、第13师         |
| 骑兵第18军             |                                                                     | 1942年                             | 1943年 |                                          |
| 骑兵第19军             |                                                                     | 1942年                             | 1943年 |                                          |